# Испанский Левант
Испанский Лева́нт, или Лева́нт (с исп. — «Levante», с кат. — «Llevant» — «восток») — название географического региона, охватывающего территорию вдоль восточного (средиземноморского) побережья Пиренейского полуострова, а также Балеарские острова.
Примерно соответствует бывшему региону Шарк аль-Андалус (восточная часть Аль-Андалуса) в эпоху господства арабов на Пиренеях. В широком смысле Левант включает Валенсию, Мурсию, Каталонию, Альмерию, восточную часть Кастилии — Ла Манчи, Альбасете, Куэнки и восточную часть Арагона. В узком смысле — только Валенсию и Мурсию. Термин по отношению к региону является внешним, то есть самими жителями используется редко.
Является местом действия романа «Корсары Леванта» Артуро Переса-Реверте.